# Paplin (Mazovie)
Pour les articles homonymes, voir Paplin.
Paplin (prononciation : [ˈpaplin]) est un village polonais situé dans la gmina de Korytnica dans le powiat de Węgrów et en voïvodie de Mazovie dans le centre-est de la Pologne.
Ce village se trouve à environ 8 kilomètres au nord de Korytnica, 13 kilomètres au nord-ouest de Węgrów (chef-lieu du powiat) et à 58 kilomètres au nord-est de Varsovie (capitale de la Pologne).

## Démographie
Paplin possède une population d'environ 280 habitants.

## Histoire
De 1975 à 1998, le village appartenait administrativement à la voïvodie de Siedlce.